# Mondo (Ciad)
 Mondo  è un comune del Ciad situato nel dipartimento di Kanem Meridionale, provincia di Kanem.
È il capoluogo del dipartimento.